# Incurvaria
Incurvaria Haworth, 1828 è un genere di lepidotteri, appartenente alla famiglia Incurvariidae, diffuso in Eurasia.

## Descrizione

### Adulto
Si tratta di piccole falene diurne, piuttosto primitive, con nervatura alare di tipo eteroneuro e apparato riproduttore femminile provvisto di un'unica apertura per l'accoppiamento e per l'ovodeposizione.

#### Capo
Il capo è ricoperto di fitte scaglie piliformi, che appaiono addossate alla capsula cefalica particolarmente in prossimità del vertice.
Gli occhi sono glabri. Gli ocelli sono assenti, come pure i chaetosemata. I palpi mascellari sono ben sviluppati, con quattro o cinque articoli e spesso dotati di invaginazioni a funzione sensoriale; quelli labiali sono essi pure ben sviluppati, ascendenti e trisegmentati; la spirotromba è molto ridotta, priva di scaglie o con scaglie solo in prossimità della base.
Le antenne non sono molto lunghe, raggiungendo al massimo i tre quarti della lunghezza della costa dell'ala anteriore: possono essere pettinate, come in I. pectinea o I. masculella, oppure moniliformi, come in I. oehlmanniella o I. praelatella, ma mai clavate; lo scapo non è conformato a formare una "visiera".

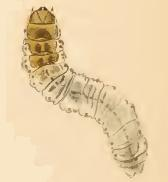
Larva di Incurvaria koerneriella

#### Torace
Le ali sono aculeate, lanceolate (con lunghezza circa tripla rispetto alla larghezza), spesso grigio-brunastre, talvolta con macchie argentate su parte dell'ala anteriore, nella quale il tornus non è individuabile. Il termen è convesso e manca una macchia discale. L'ala posteriore presenta apice arrotondato, è più corta dell'anteriore e provvista di una lunga peluria. Sono assenti le nervature trasversali, mentre quelle longitudinali sono ridotte e poco ramificate. Le nervature anali sono due nell'ala anteriore e tre in quella posteriore.

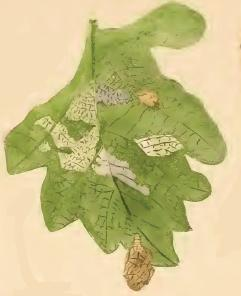
Mina di I. masculella su foglia di quercia

L'accoppiamento alare è di tipo frenato (con frenulum più robusto nei maschi), mentre è presente l'apparato di connessione tra ala anteriore e metatorace (spinarea); si può inoltre riscontrare un ponte precoxale.
L'apertura alare può variare da 11 a 16 mm.
Nelle zampe, l'epifisi è presente, mentre gli speroni tibiali hanno formula 0-2-4.

#### Addome
In questo taxon è presente il processo tergosternale sul primo segmento addominale, tipico della maggior parte degli Adeloidea.
Nell'apparato genitale maschile non si nota, su ogni valva, la struttura a pettine definita pectinifer, ma sono invece osservabili piccole spine appiattite di forma simile a delle scaglie.
Nel genitale femminile, l'ovopositore è ben sviluppato e di tipo perforante, tipico degli Adeloidea, tale da consentire l'inserimento delle uova all'interno dei tessuti fogliari della pianta ospite.

### Uovo
Le uova, lisce o lievemente punteggiate, vengono inserite singolarmente nei tessuti della pianta ospite, cosicché assumono la forma della "tasca" che le ospita.

### Larva
I bruchi sono simili per struttura e comportamento a quelli degli Adelidae; possiedono solitamente un capo prognato. Le zampe toraciche sono ridotte e poco funzionali; le pseudozampe sono assenti o vestigiali, con uncini (se presenti) disposti su singole file nei segmenti addominali da III a VI.

### Pupa
La pupa è exarata e relativamente mobile, con appendici libere e ben distinte (pupa dectica).

## Biologia

### Ciclo biologico
Le uova vengono deposte una per volta, solitamente al di sotto dell'epidermide di un ramoscello della pianta ospite, ma in alcuni casi anche direttamente nel picciolo di una foglia. La larva, che è una minatrice fogliare, si fa strada verso il picciolo e poi verso la lamina della foglia, producendo mine di forma caratteristica.
Al termine della fase di accrescimento all'interno delle mine, la larva si ritaglia un involucro ovale a partire dai lembi della mina stessa, e si rinchiude all'interno di questo fodero, che lascia come ultimo risultato una sorta di foro ovoidale nella pagina della foglia; quando la larva ha raggiunto l'ultimo stadio di maturazione, il fodero si stacca e cade sul terreno, e inizia l'impupamento.

### Alimentazione
Le larve di Incurvaria sono spiccatamente polifaghe, e benché prediligano di solito essenze appartenenti alla famiglia Fagaceae, la gamma delle possibili piante nutrici è molto ampia; tra queste citiamo:
- Aceraceae Juss., 1789
  - Acer L., 1753 (aceri)
    - Acer monspessulanum L., 1753 (acero minore)
    - Acer platanoides L., 1753 (acero riccio)
- Asteraceae Martinov, 1820
  - Achillea L., 1753 (achillee)
- Betulaceae Gray, 1822
  - Alnus Mill., 1754 (ontani)
    - Alnus glutinosa (L.) Gaertn., 1790 (ontano nero)
    - Alnus incana (L.) Moench, 1794 (ontano bianco)
    - Alnus japonica (Thunb.) Steud., 1840 (ontano giapponese)

  - Betula L., 1753 (betulle)
    - Betula nana L., 1753 (betulla nana)
    - Betula papyrifera Marshall, 1785 (betulla da carta)
    - Betula pendula Roth, 1788 (betulla bianca)
    - Betula platyphylla Sukaczev, 1911
    - Betula pubescens Ehrh., 1789 (betulla pelosa)

  - Carpinus L., 1753
    - Carpinus betulus L., 1753 (carpino bianco)
    - Carpinus tschonoskii Maxim., 1881

  - Corylus L., 1753
    - Corylus avellana L., 1753 (nocciòlo)

  - Ostrya Scop., 1760
    - Ostrya carpinifolia Scop., 1772 (carpino nero)
- Clethraceae Klotzsch, 1851
  - Clethra L., 1753
    - Clethra barbinervis Siebold & Zucc., 1846
- Cornaceae Bercht. ex J. Presl, 1825
  - Cornus L., 1753
    - Cornus alba L., 1767 (corniolo bianco)
    - Cornus canadensis L., 1753 (corniolo nano)
    - Cornus controversa Hemsl., 1909
    - Cornus mas L., 1753 (corniolo)
    - Cornus sanguinea L., 1753 (sanguinella)
    - Cornus sericea L., 1771

  - Swida Opiz, 1838
- Ericaceae Juss. 1789
  - Vaccinium L., 1753 (mirtilli)
    - Vaccinium myrtillus L., 1753 (mirtillo nero)
    - Vaccinium vitis-idaea L., 1753 (mirtillo rosso)
- Fabaceae Lindl., 1836
  - Robinia L., 1753
    - Robinia pseudoacacia L., 1753 (robinia)
- Fagaceae Dumort., 1829
  - Castanea Mill., 1754
    - Castanea crenata Siebold & Zucc., 1846 (castagno giapponese)
    - Castanea sativa Mill., 1768 (castagno europeo)

  - Fagus L., 1753 (faggi)
    - Fagus grandifolia Ehrh., 1787 (faggio americano)
    - Fagus sylvatica L., 1753 (faggio comune)

  - Quercus L., 1753 (querce)
    - Quercus acutissima Carruth., 1862 (quercia a foglie di castagno)
    - Quercus agrifolia Née, 1801
    - Quercus aliena Blume, 1851
    - Quercus serrata Murray, 1784
- Malvaceae Juss, 1789
  - Tilia L., 1753 (tigli)
    - Tilia cordata Mill., 1768 (tiglio selvatico)
    - Tilia platyphyllos Scop., 1771 (tiglio nostrano)
- Rosaceae Juss., 1789
  - Agrimonia L., 1753 (agrimonie)
    - Agrimonia eupatoria L., 1753 (agrimonia comune)

  - Alchemilla L., 1753
    - Alchemilla xanthochlora Rothm., 1937 (alchemilla)

  - Crataegus L., 1753
    - Crataegus monogyna Jacq., 1775 (biancospino comune)

  - Filipendula Mill., 1754
  - Fragaria L., 1753
    - Fragaria vesca L., 1753 (fragola di bosco)

  - Geum L., 1753
    - Geum rivale L., 1753 (cariofillata dei rivi)
    - Geum urbanum L., 1753 (cariofillata comune)

  - Malus Mill., 1754 (meli)
    - Malus domestica Borkh., 1803 (melo)
    - Malus pumila Mill., 1768
    - Malus sylvestris (L.) Mill., 1768 (melo selvatico)

  - Potentilla L., 1753 (cinquefoglie)
    - Potentilla reptans L., 1753 (cinquefoglia comune)

  - Prunus L., 1753 (pruni)
    - Prunus mahaleb L., 1753 (ciliegio canino)
    - Prunus spinosa L., 1753 (prugnolo selvatico)

  - Pyrus L., 1753 (peri)
    - Pyrus communis L., 1753 (pero comune)

  - Rosa L., 1753 (rose)
    - Rosa spinosissima L., 1753 (rosa di macchia)

  - Rubus L., 1753
    - Rubus chamaemorus L., 1753 (camemoro)
    - Rubus idaeus L., 1753 (lampone)
    - Rubus plicatus Weihe & Nees, 1822 (rovo comune)

  - Sorbus L., 1753
  - Spiraea L., 1753
    - Spiraea douglasii Hook., 1832

### Parassitoidismo
Sono noti fenomeni di parassitoidismo ai danni delle larve di Incurvaria, da parte di diverse specie di imenotteri appartenenti alla famiglia Ichneumonidae; tra queste citiamo:
- Campoplex rothii (Holmgren, 1860)
- Gelis proximus (Forster, 1850)
- Mastrus deminuens (Hartig, 1838)
- Orthizema subannulatum (Bridgman, 1883)
- Theroscopus esenbeckii (Gravenhorst, 1815)

## Distribuzione e habitat

L'Eurasia

Il genere è diffuso esclusivamente in Eurasia. Le specie neartiche un tempo assegnate a questo taxon, oltre ad altre specie paleartiche, sono state trasferite ad altri generi della famiglia Incurvariidae oppure agli Adelidae, ma soprattutto al genere Lampronia dei Prodoxidae, famiglia in passato inclusa negli Incurvariidae.
L'habitat è rappresentato da boschi e foreste a latifoglie.

## Tassonomia
Incurvaria Haworth, 1828 - Lepid. Br.: 559 - specie tipo: Tinea masculella Denis & Schiffermüller, 1775 - Ank. syst. Schmett. Wienergegend: 143
La designazione della specie tipo fu effettuata da Curtis, 1836, Br. Ent. 6: 607. Haworth citò la prima specie inclusa come Incurvaria muscula, riportando "Tinea muscalella Fab." e "Tinea Masculella Hub." come sinonimi. Incurvaria muscula Haworth e Tinea muscalella Fabricius sono entrambi emendamenti ingiustificati. Tinea masculella Hübner è un errore di attribuzione.
Il genere monotipico Excurvaria Kuprijanov, 1994 fu istituito appositamente per la specie Incurvaria praelatella; nell'attesa di una revisione filogenetica degli Incurvariidae, in questa sede si ritiene opportuno considerare Excurvaria un sinonimo di Incurvaria.

### Specie
Il genere comprende 12 specie, tra cui due endemismi giapponesi e un endemismo indiano; una sola specie è ben distribuita in differenti zone dell'Eurasia, mentre le altre 8 sono esclusivamente europee; in Italia si contano 8 specie, tutte assenti da Sardegna e Sicilia. È ritenuta possibile, sebbene non del tutto accertata, la presenza di I. vetulella nell'Italia settentrionale.
- Incurvaria alniella (Issiki, 1957) - Icones Heterocerorum Japonicorum in Coloribus naturalibus 1： 10−11, tav. 1 (Giappone)
- Incurvaria circulella (Zetterstedt, 1840) - Ins. Lap.: 1007 (Europa settentrionale)
- Incurvaria evocata (Meyrick, 1923) - Exot. Micr. 3: 53 (India)
- Incurvaria koerneriella (Zeller, 1839) - Isis von Oken 32: 183 (Europa, presente anche nell'Italia continentale)
- Incurvaria masculella (Denis & Schiffermüller, 1775) - Wien. Verz.: 143 (Europa, presente anche nell'Italia continentale) (specie tipo)
- Incurvaria oehlmanniella (Hubner, 1796) - Sammlg. Eur. Schmett. Tinea 8, tav. 27, fig. 184 (Europa, presente anche nell'Italia continentale)
- Incurvaria pectinea Haworth, 1828 - Lep. Brit.: 559-560 (Europa, presente anche nell'Italia continentale)
- Incurvaria ploessli Huemer, 1993 - Ent. scand. 24(1): 112 (chiave), 119 (Italia, Francia, Svizzera?)
- Incurvaria praelatella (Denis & Schiffermüller, 1775) - Wien. Verz.: 320 (Europa, presente anche nell'Italia continentale)
- Incurvaria takeuchii Issiki, 1957 - Icones Heterocerorum Japonicorum in Coloribus naturalibus 1： 10−11, tav. 1 (Giappone)
- Incurvaria triglavensis Hauder, 1912 - Verh. z-b. Ges. Wien. 62: 123 (Italia, Austria, Balcani?)
- Incurvaria vetulella (Zetterstedt, 1840) - Ins. Lap.: 1007 (Eurasia, forse presente anche nell'Italia continentale)

### Sinonimi
Sono noti i seguenti sinonimi:
- Brosis Billberg, 1820 - Enumeratio Insect. Mus. G.J. Billberg: 92[31] - specie tipo: Tinea masculella Denis & Schiffermüller, 1775 - Ank. syst. Schmett. Wienergegend: 143[27] (ma inclusa da Billberg come Tinea muscatella Fabricius)
- Excurvaria Kuprijanov, 1994 - Atalanta 25(1/2): 392[32] - specie tipo: Incurvaria praelatella (Denis & Schiffermuller, 1775) - Ank. syst. Schmett. Wienergegend: 320[27]

### Alcune specie

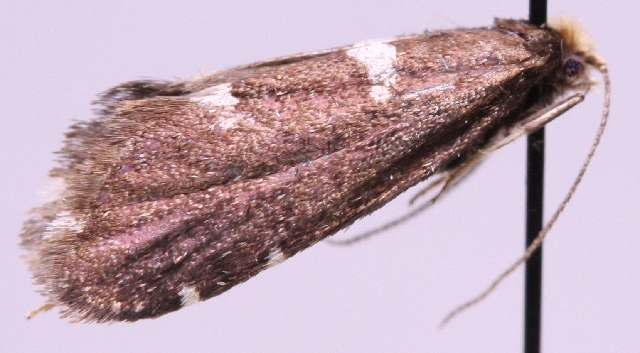
Incurvaria circulella Esemplare montato
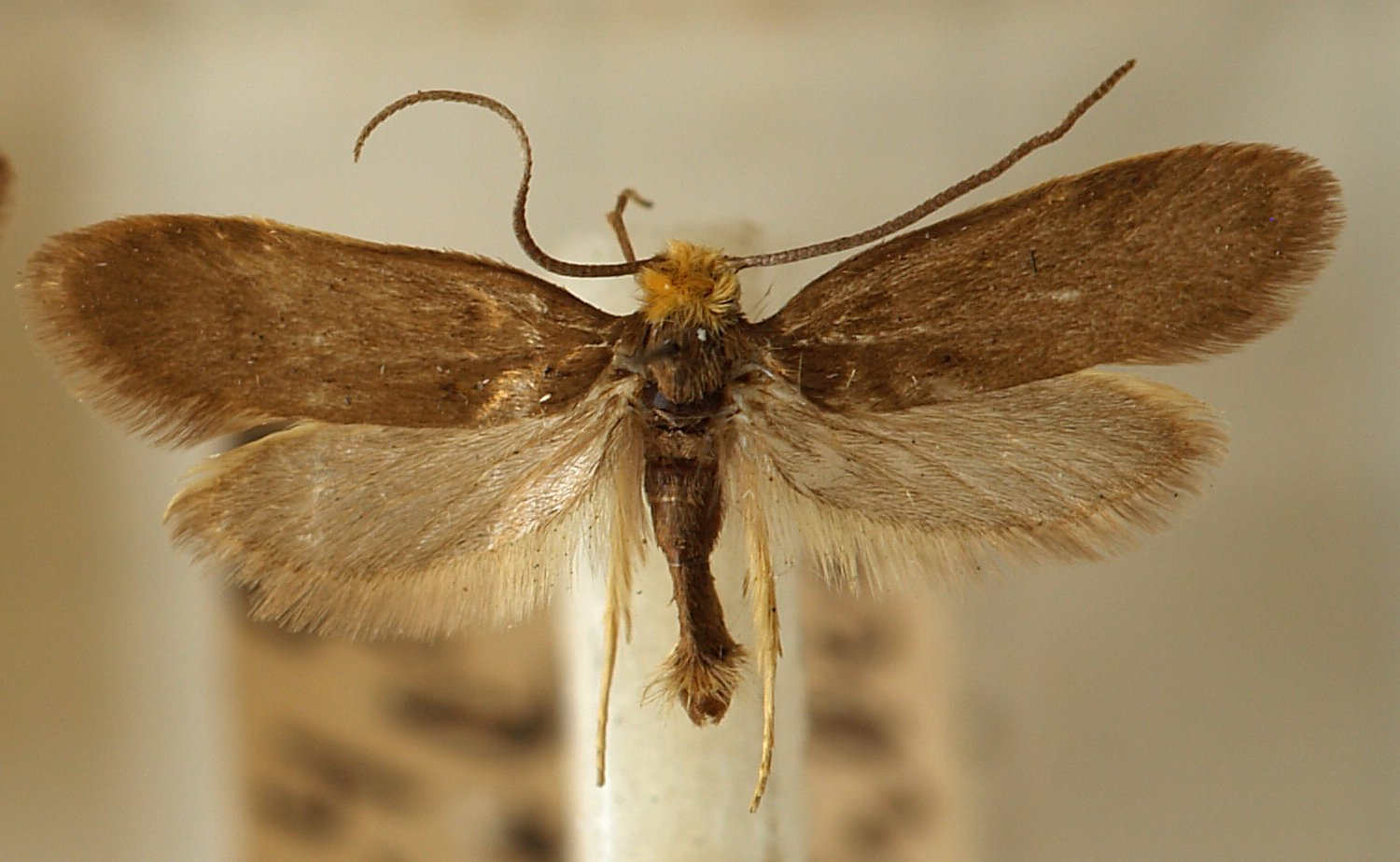
Incurvaria koerneriella Esemplare montato
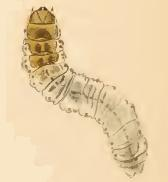
Incurvaria koerneriella Larva
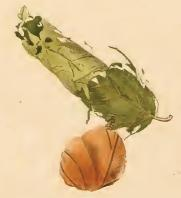
Incurvaria koerneriella Danni a foglia di faggio
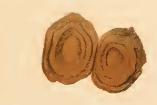
Incurvaria koerneriella Astuccio larvale
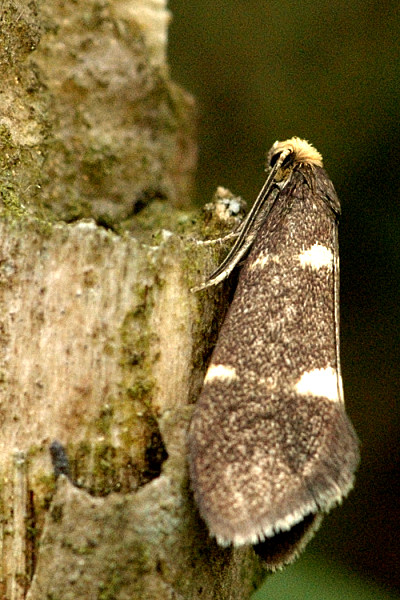
Incurvaria masculella Adulto a riposo
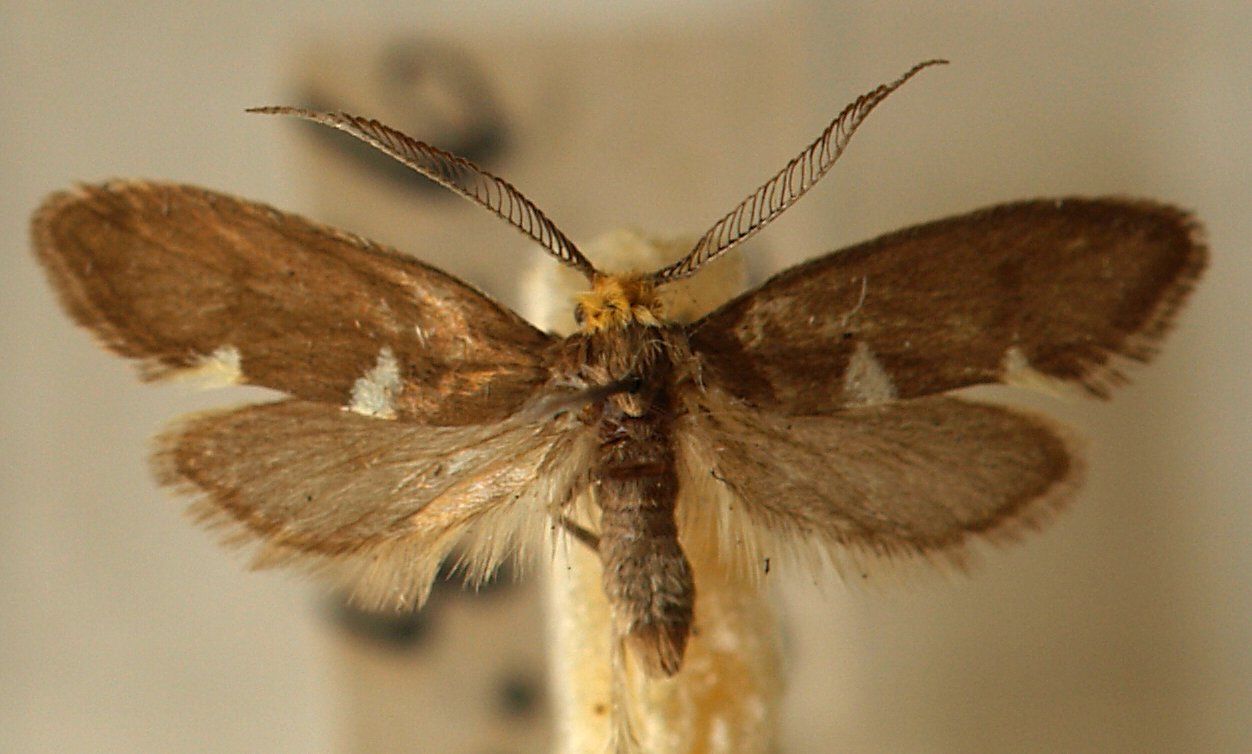
Incurvaria masculella Esemplare montato
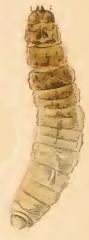
Incurvaria masculella Larva
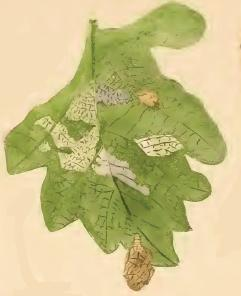
Incurvaria masculella Mine su foglia di quercia
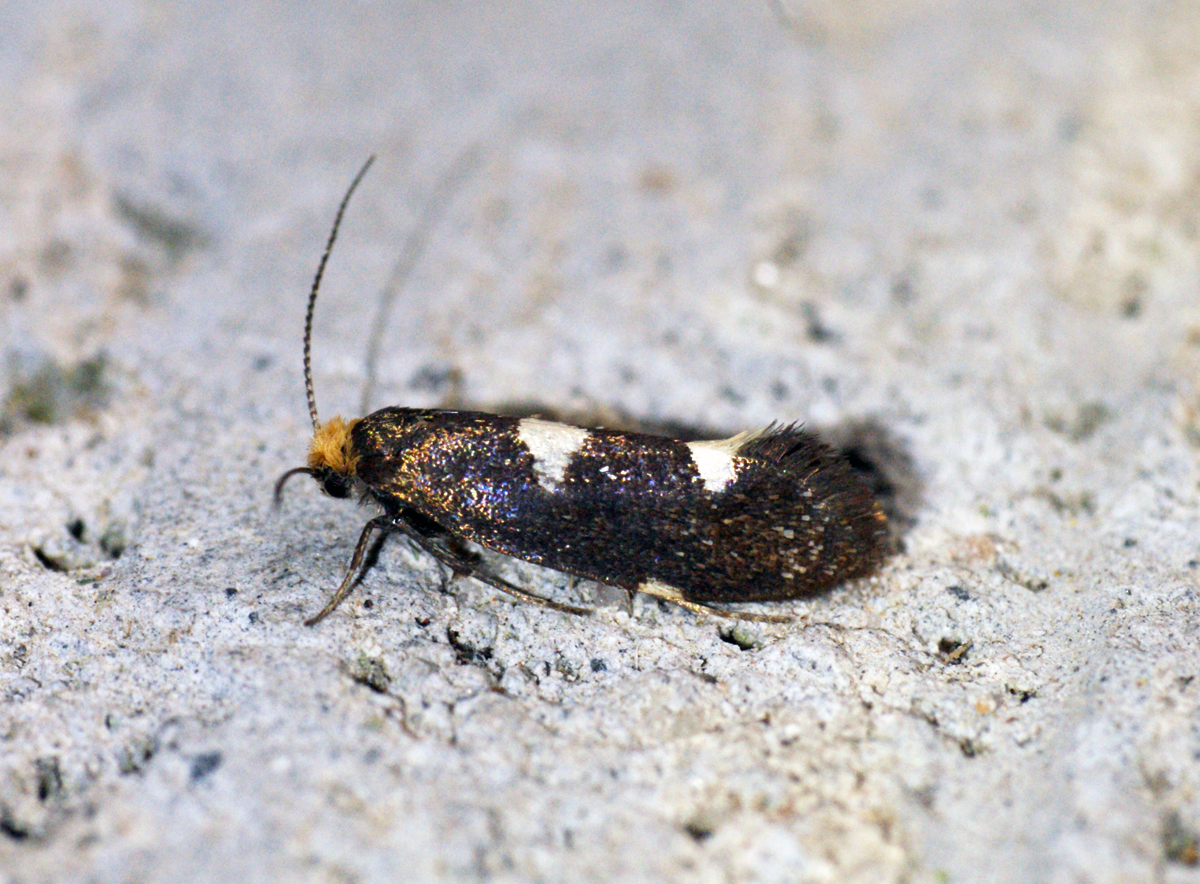
Incurvaria oehlmanniella Esemplare a riposo
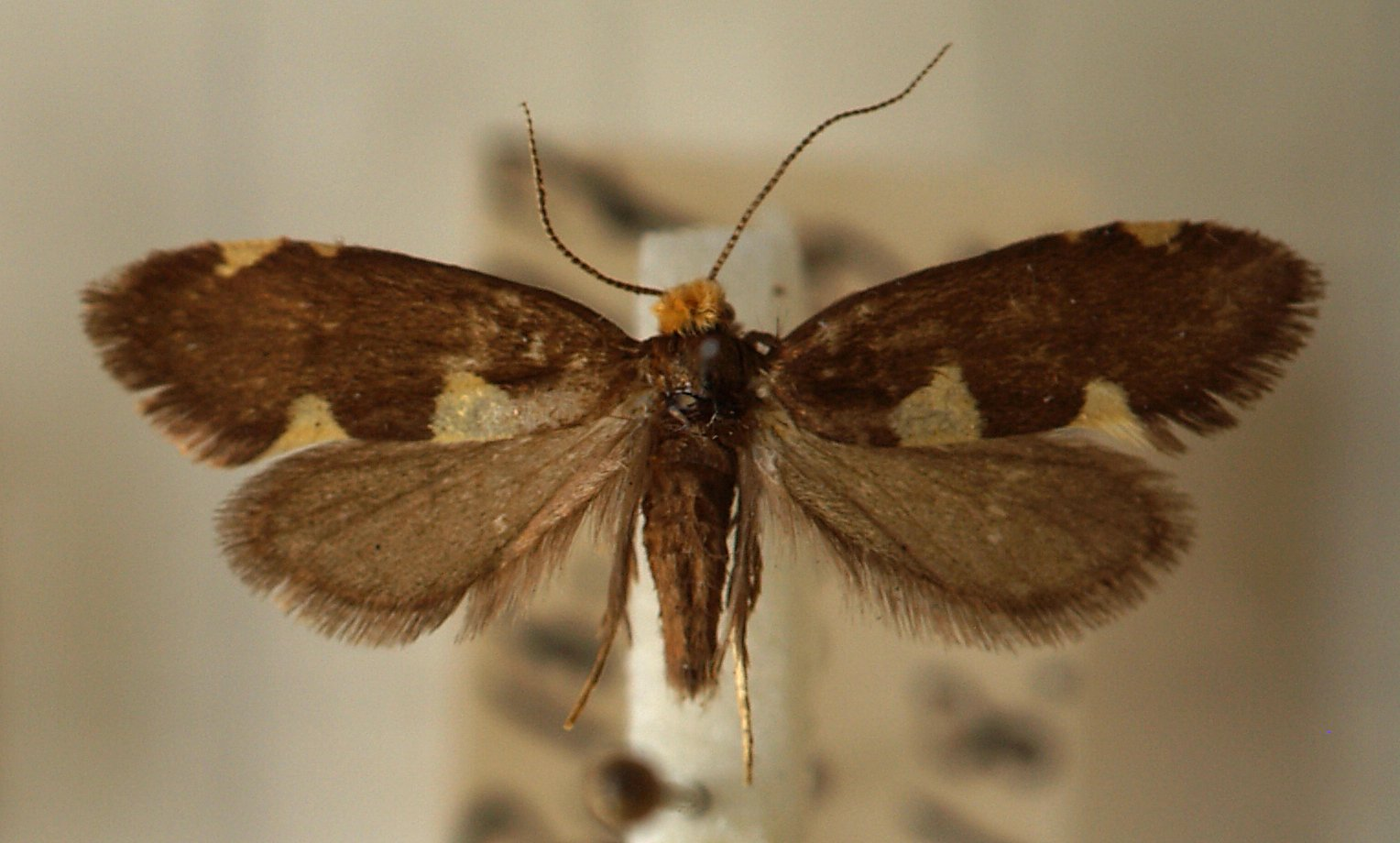
Incurvaria oehlmanniella Esemplare montato
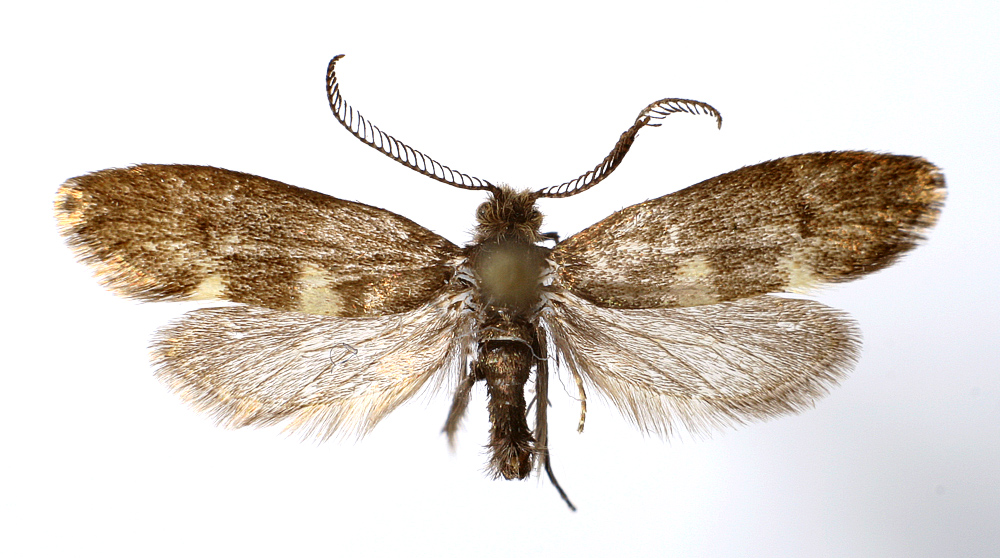
Incurvaria pectinea Esemplare montato
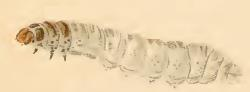
Incurvaria pectinea Larva a uno stadio giovanile
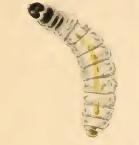
Incurvaria pectinea Larva in stadio avanzato
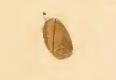
Incurvaria pectinea Astuccio larvale
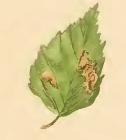
Incurvaria pectinea Mine su foglia di betulla
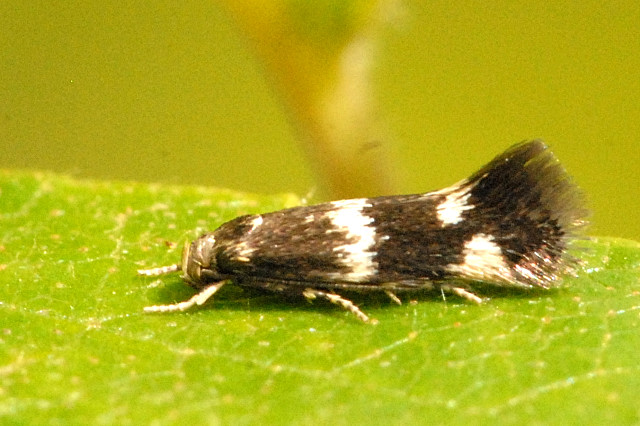
Incurvaria praelatella Adulto a riposo
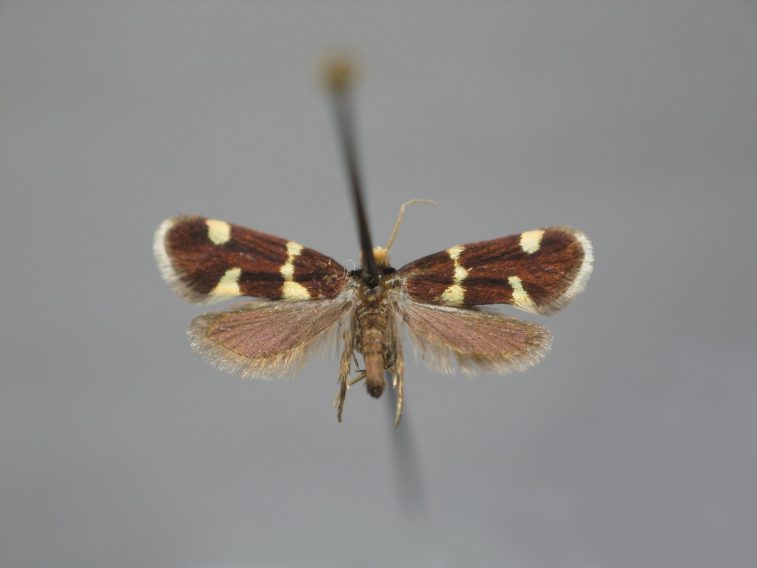
Incurvaria praelatella Esemplare montato
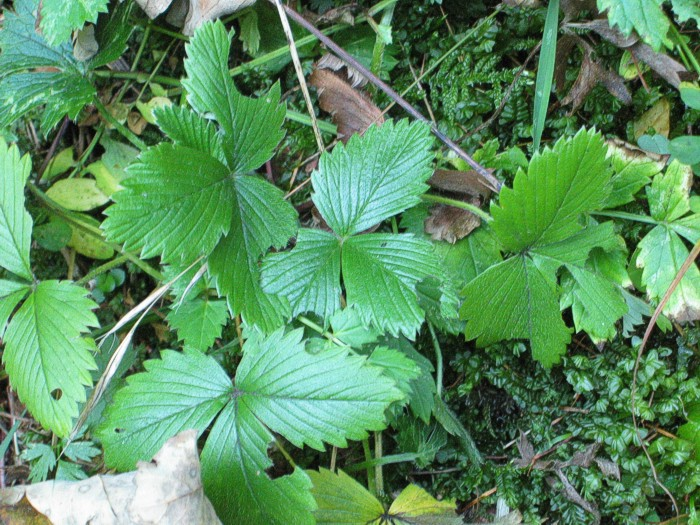
Incurvaria praelatella Mine su foglie
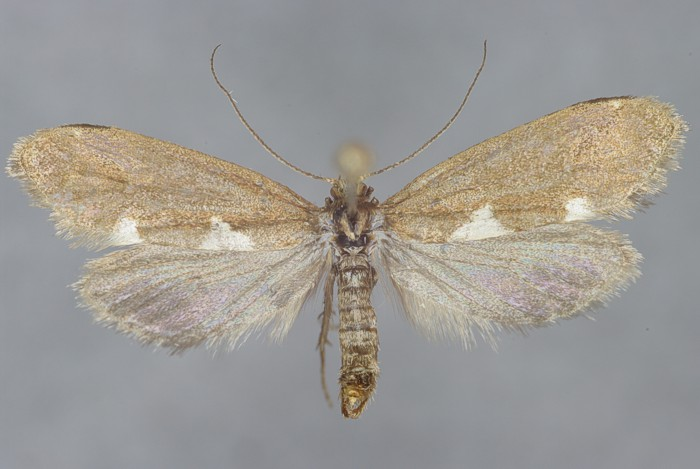
Incurvaria vetulella Esemplare montato

## Conservazione
Nessuna specie appartenente a questo genere è stata inserita nella Lista rossa IUCN.

### Pubblicazioni
- (PL) Becker, V. O., The taxonomic position of the Cecidosidae. Brèthes (Lepidoptera), in Polskie pismo entomologiczne. Seria B: Entomologia stosowana, vol. 47, Wrocław, Państowowe Wydawn. Naukowe, 1977,  pp. 79–86, ISSN 0554-6060 (WC · ACNP), OCLC 5453738.
- (LA) Billberg, G. J., Enumeratio insectorum in Museo / Gust. Joh. Billberg (PDF), Stoccolma, Typis Gadelianis, 1820,  p. 138, DOI:10.5962/bhl.title.49763, ISBN non esistente, OCLC 12734861.
- (EN) Braun, A. F., Pupal tracheation and imaginal venation in Microlepidoptera, in Transactions of the American Entomological Society, vol. 59, Philadelphia, 1933,  pp. 229–268, ISSN 2328-3815 (WC · ACNP), OCLC 874862115.
- (EN) Brock, J. P., A contribution towards an understanding of the morphology and phylogeny of the Ditrysian Lepidoptera (abstract), in Journal of Natural History, vol. 5, n. 1, Londra, Taylor & Francis, 1971,  pp. 29–102, DOI:10.1080/00222937100770031, ISSN 0022-2933 (WC · ACNP), LCCN 68007383, OCLC 363169739.
- (EN) Busck, A., On the female genitalia of the Microlepidoptera and their importance in the classification and determination of these moths, in Bulletin of the Brooklyn Entomological Society, vol. 26, Lancaster, Pa., 1931,  pp. 199–216, ISSN 1051-8940 (WC · ACNP), LCCN 90000415, OCLC 22146677.
- (EN) Common, I. F. B., Evolution and Classification of the Lepidoptera (abstract), in Annual Review of Entomology, vol. 20, Palo Alto, California, Entomological Society of America, gennaio 1975,  pp. 183–203, DOI:10.1146/annurev.en.20.010175.001151, ISSN 0066-4170 (WC · ACNP), LCCN 56005750, OCLC 1321134. URL consultato il 14 gennaio 2017 (archiviato dall'url originale il 3 febbraio 2019).
- (EN) Crampton, G. C., A Comparison of the External Anatomy of the Lower Lepidoptera and Trichoptera from the Standpoint of Phylogeny (PDF), in Psyche, vol. 27, n. 2-3, Cambridge, Mass., aprile-giugno 1920,  pp. 23–24, DOI:10.1155/1920/10397, ISSN 0033-2615 (WC · ACNP), OCLC 795621084.
- (EN) Davis, D. R., A revision of the moths of the subfamily Prodoxinae (Lepidoptera: Incurvariidae), in Bulletin - United States National Museum, vol. 255, Washington, Smithsonian Institution, 1967,  pp. 1-170, ISSN 0362-9236 (WC · ACNP), LCCN 67061144, OCLC 521875.
- (EN) Davis, D. R., A New Family of Monotrysian Moths from Austral South America (Lepidoptera: Palaephatidae), with a Phylogenetic Review of the Monotrysia (PDF), in Smithsonian Contributions to Zoology, vol. 434, Washington D.C., Smithsonian Institution Press, 1986,  pp. iv, 202, DOI:10.5479/si.00810282.434, ISSN 0081-0282 (WC · ACNP), LCCN 85600307, OCLC 12974725.
- (EN) Davis, D. R. and Gentili, P., Andesianidae, a new family of monotrysian moths (Lepidoptera:Andesianoidea) from austral South America (PDF), in Invertebrate Systematics, vol. 17, n. 1, Collingwood, Victoria, CSIRO Publishing, 24 marzo 2003,  pp. 15–26, DOI:10.1071/IS02006, ISSN 1445-5226 (WC · ACNP), OCLC 441542380.
- (EN) Dugdale, J. S., Female Genital Configuration in the Classification of Lepidoptera (PDF), in New Zealand Journal of Zoology, vol. 1, n. 2, Wellington, 1974,  pp. 127–146, DOI:10.1080/03014223.1974.9517821, ISSN 1175-8821 (WC · ACNP), OCLC 60524666.
- (EN) Kozlov, M. V., Incurvariidae and Prodoxidae (Lepidoptera) from Siberia and the Russian Far East, with descriptions of two new species (abstract), in Entomologica Fennica, vol. 7, n. 2, 1996,  pp. 55–62, ISSN 0785-8760 (WC · ACNP), LCCN 91649454, OCLC 195584534.
- (EN) Kristensen, N. P., Studies on the morphology and systematics of primitive Lepidoptera (Insecta) (abstract), in Steenstrupia, vol. 10, n. 5, Copenaghen, Zoologisk Museum, 1984,  pp. 141–191, ISSN 0375-2909 (WC · ACNP), LCCN 78641716, OCLC 35420370.
- (EN) Kristensen, N. P., Morphology and phylogeny of the lowest Lepidoptera-Glossata: Recent progress and unforeseen problems (PDF), in Bulletin of the Sugadaira Montane Research Centre, vol. 11, University of Tsukuba, 1991,  pp. 105–106, ISSN 09136800 (WC · ACNP), OCLC 747190906.
- (EN, RU) Kuprijanov, A. V., Towards a natural system of the Incurvarioidea. Part 3. Excurvaria gen. nov. for Incurvaria praelatella ([Denis & Schiffermuller], 1775) (Lepldoptera, Incurvariidae s. str.) (PDF), in Atalanta, vol. 25, n. 1/2, Monaco, Gesellschaft zur Förderung der Erforschung von Insektenwanderungen, maggio 1994,  pp. 391–398, ISSN 0171-0079 (WC · ACNP), LCCN sf93093169, OCLC 478575283.
- (EN) Kyrki, J., Adult abdominal sternum II in ditrysian tineoid superfamities - morphology and phylogenetic significance (Lepidoptera) (abstract), in Annales entomologici Fennici / Suomen hyönteistieteellinen aikakauskirja, vol. 49, Helsinki, Suomen Hyönteistieteellinen Seura, 1983,  pp. 89–94, ISSN 0003-4428 (WC · ACNP), LCCN 91649455, OCLC 2734663.
- (EN) Miller, S. E., Hodges, R. W., Primary types of microlepidoptera in the Museum of Comparative Zoology (with a discursion [sic] on V.T. Chambers’ work) (PDF), in Bulletin of the Museum of Comparative Zoology, vol. 152, n. 2, Cambridge, Massachusetts, Museum of Comparative Zoology, Harvard University, 1990,  pp. 45–87, ISSN 0027-4100 (WC · ACNP), OCLC 22356913.
- (EN) Mosher E., A Classification of the Lepidoptera Based on Characters of the Pupa, in Bulletin of the Illinois State Laboratory of Natural History, vol. 1912, n. 2, Urbana, Illinois, Illinois State Laboratory of Natural History, marzo 1916,  p. 62, DOI:10.5962/bhl.title.70830, ISSN 0073-5272 (WC · ACNP), LCCN 16027309, OCLC 2295354.
- (EN) Mutuura, A., Morphology of the Female Terminalia in Lepidoptera, and Its Taxonomic Significance (abstract), in Canadian Entomologist, vol. 104, n. 7, Ottawa, Entomological Society of Canada, luglio 1972,  pp. 1055–1071, DOI:10.4039/Ent1041055-7, ISSN 1918-3240 (WC · ACNP), OCLC 757322410.
- (EN) Nielsen, E. S. & Davis, D. R., The first southern hemisphere prodoxid and the phylogeny of the Incurvarioidea (Lepidoptera) (PDF), in Systematic Entomology, vol. 10, n. 3, Oxford, Blackwell Science, luglio 1985,  pp. 307–322, ISSN 0307-6970 (WC · ACNP), OCLC 4646400693.
- (EN) Nielsen, E. S. & Kristensen, N. P., The Australian moth family Lophocoronidae and the basal phylogeny of the Lepidoptera-Glossata (abstract), in Invertebrate Taxonomy, vol. 10, n. 6, Melbourne, CSIRO, 1996,  pp. 1199–1302, DOI:10.1071/IT9961199, ISSN 0818-0164 (WC · ACNP), OCLC 842755705.
- (EN, JA) Okamoto, H. & Hirowatari, T., Distributional records and biological notes on Japanese species of the family Incurvariidae (Lepidoptera) (PDF) [collegamento interrotto], in Transactions of the lepidopterological Society of Japan (Chō to ga. Tyo to ga), vol. 55, n. 3, Osaka, Nihon Rinshi Gakkai, 20 giugno 2004,  pp. 173–195, ISSN 0024-0974 (WC · ACNP), LCCN 79640633, OCLC 5182174870.

### Testi
- (FR) Bourgogne, J., Ordre des Lépidoptères, in P. Grasse (a cura di), Traité de Zoologie: anatomie, systématique, biologie, collana Mémoires de l'Institut océanographique, n. 19, volume 10: Insectes, Parigi, Masson, 1951,  pp. 175–448, ISBN non esistente, OCLC 11807259.
- (EN) Capinera, J. L. (Ed.), Encyclopedia of Entomology, 4 voll., 2nd Ed., Dordrecht, Springer Science+Business Media B.V., 2008,  pp. lxiii + 4346, ISBN 978-1-4020-6242-1, LCCN 2008930112, OCLC 837039413.
- (EN) Common, I. F. B., Moths of Australia, Slater, E. (fotografie), Carlton, Victoria, Melbourne University Press, 1990,  pp. vi, 535, 32 con tavv. a colori, ISBN 978-0-522-84326-2, LCCN 89048654, OCLC 220444217.
- (EN) Curtis, J., British entomology being illustrations and descriptions of the genera of insects found in Great Britain and Ireland: containing coloured figures from nature of the most rare and beautiful species, and in many instances of the plants upon which they are found (PDF), vol. 6, 1836,  p. 411, ISBN non esistente, LCCN 06012606, OCLC 3801615.
- (EN) Fracker, S. B., The Classification of Lepidopterous Larvae (tesi), collana Illinois Biological Monographs, volume 2, numero 1, Urbana, University of Illinois, 1915,  pp. 169 + 10 tavv., DOI:10.5962/bhl.title.10246, ISBN 978-1-113-97812-7, LCCN 16004244, OCLC 751574.
- (EN) Grimaldi, D. A.; Engel, M. S., Evolution of the insects, Cambridge [U.K.]; New York, Cambridge University Press, maggio 2005,  pp. xv + 755, ISBN 978-0-521-82149-0, LCCN 2004054605, OCLC 56057971.
- (LA) Haworth, A. H., Lepidoptera Britannica: sistens digestionem novam Insectorum Lepidopterorum quae in Magna Britannia reperiuntur: larvarum pabulo, temporeque pascendi; expansione alarum; mensibusque volandi; synonymis atque locis observationbusque variis, Vol. 4, Londra, J. Murray, 1828  [1812],  p. 609, ISBN non esistente, OCLC 9258731.
- (EN) Hering, E. M., Biology of the Leaf Miners, s'-Gravenhage, W. Junk, 1951,  pp. iv + 420, ISBN 978-94-015-7198-2, LCCN 52001318, OCLC 1651676.
- (DE) Hübner, J., Verzeichniss bekannter Schmetterlinge (PDF), Augsburg, bey dem Verfasser zu Finden, 1825  [1816–1826],  pp. 431 + 72, DOI:10.5962/bhl.title.48607, ISBN non esistente, LCCN 08022995, OCLC 3429514.
- (EN) Kristensen, N. P. (Ed.), Handbuch der Zoologie / Handbook of Zoology, Band 4: Arthropoda - 2. Hälfte: Insecta - Lepidoptera, moths and butterflies, Kükenthal, W. (Ed.), Fischer, M. (Scientific Ed.), Teilband/Part 35: Volume 1: Evolution, systematics, and biogeography, ristampa 2013, Berlino, New York, Walter de Gruyter, 1999  [1998],  pp. x, 491, ISBN 978-3-11-015704-8, OCLC 174380917.
- (EN) Meyrick, E., Exotic Microlepidoptera (PDF), Vol. 3, 2ª ed., Hampton (Middx.), E. W. Classey Ltd., 1969  [1923],  p. 640, DOI:10.5962/bhl.title.57905, ISBN non esistente, LCCN 73420356, OCLC 28824.
- (EN) Naumann, I. D. (Ed.), The Insects of Australia: a textbook for students and research workers, Slater, E. (fotografie), Vol. 2, (2nd edn.), Carlton, Victoria e Londra, Melbourne University Press & University College of London Press, 1991,  p. 1137, ISBN 9780522844542, OCLC 25292688.
- (EN) Needham, J. O., Frost, S. W. & Tothill, B., Leaf-mining Insects, Baltimora, The Williams & Wilkins Company, 1928,  pp. viii, 351, DOI:10.5962/bhl.title.6488, ISBN non esistente, LCCN 28013104, OCLC 1533611.
- (EN) Opler, P. A., Biology, Ecology and Host Specificity of Microlepidoptera associated with Quercus agrifolia (Fagaceae), collana University of California Publications in Entomology, vol. 75, Berkeley, University of California Press, dicembre 1974,  p. 83, ISBN 978-0-520-09500-7, LCCN 73620117, OCLC 1203210.
- (DE) Schiffermüller, J. I.; Denis, J. N. C. M., Ankündung eines systematischen Werkes von den Schmetterlingen der Wienergegend, herausgegeben von einigen Lehrern am K. K. Theresianum (PDF), Vienna, Augustin Bernardi, 1775,  p. 335, ISBN non esistente, LCCN agr29001596, OCLC 504893976.
- (EN) Scoble, M. J., The Lepidoptera: Form, Function and Diversity, seconda edizione, London, Oxford University Press & Natural History Museum, 2011  [1992],  pp. xi, 404, ISBN 978-0-19-854952-9, LCCN 92004297, OCLC 25282932.
- (DE) Spuler, A., Die Schmetterlinge Europas (PDF), Ernst Hofmann, Bd. 2, Stoccarda, E. Schweitzerbart'sche Verlagbuchhandlung, 1910,  p. 523, DOI:10.5962/bhl.title.9477, ISBN non esistente, OCLC 3144043.
- (EN) Stehr, F. W. (Ed.), Immature Insects, 2 volumi, seconda edizione, Dubuque, Iowa, Kendall/Hunt Pub. Co., 1991  [1987],  pp. ix, 754, ISBN 978-0-8403-3702-3, LCCN 85081922, OCLC 13784377.
- (EN, LA) Walker, F., List of the Specimens of Lepidopterous Insects in the Collection of the British Museum (PDF), Pt. 28 - Tortricites & Tineites, Londra, Order of the Trustees, 1863  [1854-66],  pp. 287-561, DOI:10.5962/bhl.title.58221, ISBN 978-1354973349, LCCN agr04000350, OCLC 9610924.